# Earls Common
Earls Common – wieś w Anglii, w hrabstwie Worcestershire. Leży 12 km na wschód od miasta Worcester i 156 km na północny zachód od Londynu.